# Gijón Mariners 2019
Questa voce raccoglie le informazioni riguardanti i Gijón Mariners nelle competizioni ufficiali della stagione 2019.

## LNFA Serie A 2019

### Stagione regolare
| Gijón 19 gennaio 2019, ore 15:00 | Gijón Mariners | 6 – 43 referto | Osos de Rivas | Complejo Deportivo Las Mestas |

| Santiago di Compostela 3 febbraio 2019, ore 12:00 | Santiago Black Ravens | 6 – 19 referto | Gijón Mariners | Campo de fútbol municipal de As Cancelas |

| Coslada 10 febbraio 2019, ore 12:00 | Camioneros de Coslada | 28 – 0 referto | Gijón Mariners | Polideportivo Valleaguado |

| Gijón 23 febbraio 2019, ore 15:00 | Gijón Mariners | 9 – 12 referto | Zaragoza Hurricanes | Complejo Deportivo Las Mestas |

| Rivas-Vaciamadrid 2 marzo 2019, ore 16:00 | Osos de Rivas | 54 – 21 referto | Gijón Mariners | Polideportivo Cerro del Telégrafo |

| Gijón 16 marzo 2019, ore 16:00 | Gijón Mariners | 48 – 8 referto | Santiago Black Ravens | Complejo Deportivo Las Mestas |

| Gijón 24 marzo 2019, ore 12:00 | Gijón Mariners | 0 – 36 referto | Camioneros de Coslada | Complejo Deportivo Las Mestas |

| Las Rozas de Madrid 6 aprile 2019, ore 17:00 | Las Rozas Black Demons | 24 – 6 referto | Gijón Mariners | Campo de Rugby El Cantizal |

## XXIV Copa de España

### Fase a eliminazione diretta
| 9 novembre 2019, ore 15:00 | Gijón Mariners | 13 – 14 | L'Hospitalet Pioners |  |

## Statistiche di squadra
| Competizione           | %Vittorie | In casa | In casa | In casa | In casa | In casa | In casa | In trasferta | In trasferta | In trasferta | In trasferta | In trasferta | In trasferta | Totale | Totale | Totale | Totale | Totale | Totale |
| Competizione           | %Vittorie | G       | V       | N       | P       | Pf      | Ps      | G            | V            | N            | P            | Pf           | Ps           | G      | V      | N      | P      | Pf     | Ps     |
| ---------------------- | --------- | ------- | ------- | ------- | ------- | ------- | ------- | ------------ | ------------ | ------------ | ------------ | ------------ | ------------ | ------ | ------ | ------ | ------ | ------ | ------ |
| LNFA Stagione regolare | .250      | 4       | 1       | 0       | 3       | 63      | 99      | 4            | 1            | 0            | 3            | 46           | 112          | 8      | 2      | 0      | 6      | 109    | 211    |
| Coppa                  | .000      | 1       | 0       | 0       | 1       | 13      | 14      | 0            | 0            | 0            | 0            | 0            | 0            | 1      | 0      | 0      | 1      | 13     | 14     |
| Totale                 | .222      | 5       | 1       | 0       | 4       | 76      | 113     | 4            | 1            | 0            | 3            | 46           | 112          | 9      | 2      | 0      | 7      | 122    | 225    |